# يوزو (محاكي)
يوزو هو محاكي حر ومفتوح المصدر لجهاز نينتندو سويتش ، تم تطويره بلغة سي++ . تم الإعلان عن تطوير يوزو في 14 يناير 2018 ،  بعد 10 أشهر من إصدار نينتندو سويتش.
تم إنشاء المحاكي من قبل مطوري محاكي سيترا الخاص بمنصة نينتندو 3دي أس ، مع تشابه كبير بين المشروعين.

## سمات
استخدمت يوزو خدمة شبكة تسمى Boxcat كبديل لشبكة المحتوى الديناميكي BCAT من نينتندو. تمت إزالة هذه الميزة لاحقًا نظرًا لكونها لا تعمل.
في كانون الأول (ديسمبر) 2019 ، أضافت يوزو واجهة فولكان التجريبية إلى نسخة إصدار الوصول المبكر الخاص بالبرنامج ونقله إلى تصميماته الرئيسية فيما بعد. في 9 مايو 2020 ، أعلن فريق التطوير عن تحديث يتضمن محاكاة تجريبية لوحدة المعالجة المركزية متعددة النواة  التي تحمل الاسم الرمزي بروميثيوس .
في نوفمبر 2020 ، أضاف مطورو يوزو وظائف عبر الإنترنت إلى المحاكي لكنهم أزالوها بعد ذلك بوقت قصير.

## نهاية المحاكي
في 26 فبراير 2024، رفعت شركة نينتندو (الفرع الأمريكي) دعوى قضائية ضد (Tropic Haze LLC). لانتهاك حقوق التأليف والنشر. في 4 مارس 2024 توصّلاَ كلّ من نينتندو وَتروبيك هيز إلى تسوية لصالح نينتندو حيثُ حصلت على تعويض قدرهُ 2.400.000 دولار أمريكي، بالإضافة إلى أمر قضائي يُنهي المواصلة في تطويرِ المحاكي يوزو أو المساهمة في تطوير المحاكي سيترا وَقفل الموقع الرسمي للمحاكي وَالديسكورد الرسمي له ومستودعهِ على غيت هاب بما يزيدُ عَن الـ8000 فورك.

## روابط خارجية
- قائمة الألعاب المتوافقة (نسخة محفوظة على موقع أرشيف الإنترنت)